# Bryan Mahon

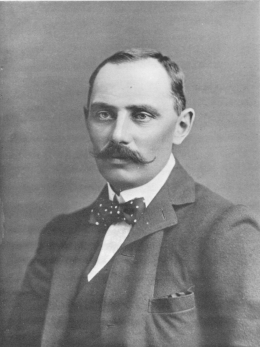
Bryan Mahon

Sir Bryan Thomas Mahon KCB, KCVO, PC, DSO (* 2. April 1862 in Belleville, County Galway, Irland; † 29. September 1930 in Dublin) war ein Offizier der British Army irischer Herkunft, zuletzt General. Er war ferner Senator im kurzlebigen Senate of Southern Ireland sowie im Seanad Éireann des Irischen Freistaats.

## Leben
Mahon wurde als ältester Sohn von Henry Blake Mahon und der Matilda, Tochter von Colonel Thomas Seymour, of Ballymore Castle, geboren. Er wurde an einer Schule in Portarlington erzogen. 1883 wurde er als Offizier in die 21st Hussars aufgenommen und wechselte bald zu den 8th (The King’s Royal Irish) Hussars, mit denen er bis 1889 in Britisch-Indien diente. Er wurde 1888 zum Captain befördert und war von 1890 bis 1893 Adjutant in seinem Regiment.
Von 1893 bis 1900 diente Mahon bei der ägyptischen Armee. Im Mahdi-Aufstand nahm er an der Dongola-Expedition von 1896 und dem Nil-Feldzug von 1897–1899 teil und wurde mehrfach ausgezeichnet, unter anderem mit dem Distinguished Service Order. Im November 1898 erhielt er den Brevet-Rang eines Lieutenant Colonel und im März 1900 den eines Colonel. Er ging anschließend nach Südafrika, wo der Zweite Burenkrieg begonnen hatte. Hier wurde er in Stabsverwendungen sowie als Kommandeur einer Kavallerie-Brigade eingesetzt. Im Mai 1900 leitete er die Abteilung, die dem belagerten Mafeking Entsatz brachte. Er wurde erneut mehrfach ausgezeichnet, unter anderem mit der Queen’s South Africa Medal mit drei Spangen, und als Companion in den Order of the Bath aufgenommen.
Von 1901 bis 1904 amtierte Mahon als Gouverneur der sudanesischen Provinz Kordofan und erhielt 1904 den regulären Rang eines Colonel. Von 1904 bis 1908 befehligte er in Indien einen Distrikt und wurde 1909 Kommandeur einer dortigen Division im Range eines Major-General. 1911 wurde er als Knight Commander in den Royal Victorian Order aufgenommen und im September 1912 zum Lieutenant-General befördert.
Im Ersten Weltkrieg stellte er ab August 1914 die 10th (Irish) Division der New Army auf, die er in der Folge bis Oktober 1915 befehligte. Sie wurde in dieser Zeit unter anderem als Teil der Mediterranean Expeditionary Force in der Schlacht von Gallipoli eingesetzt und später nach Saloniki abgezogen. Mahon erhielt an der sich hier formierenden Salonikifront den Oberbefehl über die British Salonika Army, den er bis Mai 1916 innehatte und als welchem ihm der spätere Feldmarschall George Milne nachfolgte. Mahon wurde danach nach Ägypten versetzt, wo er kurzzeitig die Western Frontier Force der Egyptian Expeditionary Force befehligte.
Von November 1916 bis Juni 1918 war Mahon Oberbefehlshaber in Irland und wurde 1917 in den Privy Council of Ireland aufgenommen und zum Knight Commander des Order of the Bath ernannt. Anschließend kam er an die Westfront in Frankreich, wo er im befreiten Lille bis Anfang 1919 als Militärkommandant tätig war.
1921 trat Mahon im Rang eines General aus dem Dienst und ließ sich in Mullaboden nieder. Er wurde zum Senator des kurzlebigen Südirland ernannt und diente anschließend auch im Senat des Irischen Freistaats, dem er bis zu seinem Tod angehörte.
Mahon war unter anderem Fellow der Royal Geographical Society (seit 1902). Er war verwandt mit dem Politiker Edward Carson.